# Sielsowiet Andrejeuszczyna
Sielsowiet Andrejeuszczyna (biał. Андрэеўшчынскі сельсавет, ros. Андреевщинский сельсовет) – sielsowiet na Białorusi, w obwodzie witebskim, w rejonie orszańskim, z siedzibą komitetu wykonawczego w Orszy (która nie wchodzi w skład sielsowietu), nieopodal granicy z Andrejeuszczyną.

## Demografia
Według spisu z 2009 sielsowiet Andrejeuszczyna zamieszkiwało 1178 osób, w tym 1059 Białorusinów (89,90%), 100 Rosjan (8,49%), 8 Ukraińców (0,68%), 9 osób innych narodowości i 2 osoby, które nie podały żadnej narodowości.

## Geografia i transport
Sielsowiet położony jest na Wysoczyźnie Orszańskiej, części Grzędy Białoruskiej, we wschodniej części rejonu orszańskiego i na północny wschód od stolicy rejonu Orszy. Największą rzeką jest Dniepr.
Przez sielsowiet przebiega droga magistralna M8 oraz linia kolejowa Szuchaucy – Orsza (część linii Moskwa – Brześć).

## Miejscowości
- wsie:
  - Andrejeuszczyna
  - Anibalewa
  - Bierascienawa
  - Kudajewa
  - Mićkauszczyna
  - Prydniaprouje
  - Sołauje
  - Wialikaja Mićkauszczyna